# Xã Nachusa, Quận Lee, Illinois
Xã Nachusa (tiếng Anh: Nachusa Township) là một xã thuộc quận Lee, tiểu bang Illinois, Hoa Kỳ. Năm 2010, dân số của xã này là 493 người.